# Bruno Tonioli
Bruno Tonioli (Ferrara, 25 november 1955) is een Brits-Italiaanse televisiepersoonlijkheid, choreograaf en danser. Hij is vooral bekend als jurylid van de dansprogramma's Strictly Come Dancing op de BBC en Dancing with the Stars op ABC.

## Biografie
Tonioli spreekt vloeiend vijf talen: Italiaans, Engels, Portugees, Spaans en Frans. Hij woont sinds 1975 in Londen, maar bezit ook een woning in Los Angeles voor verbintenissen in de VS. Hij is homoseksueel en heeft sinds 2010 een relatie met model Jason Schanne.
Tonioli heeft in de muziekindustrie gewerkt als choreograaf voor muziekvideo's, podiumshows en tournees voor artiesten als Tina Turner, Sting, Elton John, de Rolling Stones, Freddie Mercury, Sinitta, Boy George, Dead or Alive, Bananarama en Duran Duran. Hij was in 1983 te zien als danser in de videocip voor "I'm Still Standing" van Elton John.
In 2004 werd Tonioli jurylid bij het dansprogramma Strictly Come Dancing op de BBC, samen met Craig Revel Horwood, Arlene Phillips en hoofdjurylid Len Goodman. In 2005 werd hij vervolgens jurylid bij de Amerikaanse versie van het dansprogramma, Dancing with the Stars, samen met Goodman en Carrie Ann Inaba. Tonioli werd al snel bekend om zijn flamboyante commentaarstijl, waarbij hij vaak uit zijn stoel rechtveert om een optreden fysiek te beschrijven met behulp van weidse gebaren en kleurrijke beschrijvingen.
Daarnaast was Tonioli in 2008 ook betrokken bij de ABC-talentenwedstrijd Dance War: Bruno vs. Carrie Ann.
Tot en met 2019 pendelde Tonioli wekelijks tussen Londen en Los Angeles om zowel de Amerikaanse als de Britse versie van de show tegelijkertijd te jureren, maar vanwege de uitbraak van COVID-19 was dat plots niet meer mogelijk. Voor het seizoen van 2020 werd hij niet vervangen, maar vanaf 2021 werd zijn plaats in de jury van Strictly Come Dancing definitief ingenomen door professioneel danser Anton Du Beke.
In oktober 2022 eindigde Tonioli als derde in het tweede seizoen van The Masked Dancer, een Britse danswedstrijd die gestoeld is op hetzelfde principe als The Masked Singer.
In januari 2023 werd aangekondigd dat hij vanaf seizoen 16 David Walliams zou vervangen in de jury van de Britse talentenjacht Britain's Got Talent. Tonioli zette het programma op stelten door als eerste de gouden knop te gebruiken tijdens een optreden van een dansgroep in plaats te wachten tot het einde, zoals de regels voorschrijven. Bovendien drukte hij enkele afleveringen later opnieuw op de gouden knop, wat ook nog nooit eerder in de geschiedenis van het programma gebeurd was omdat een jurylid die knop normalerwijs maar één keer mag gebruiken.